# Sprengboot

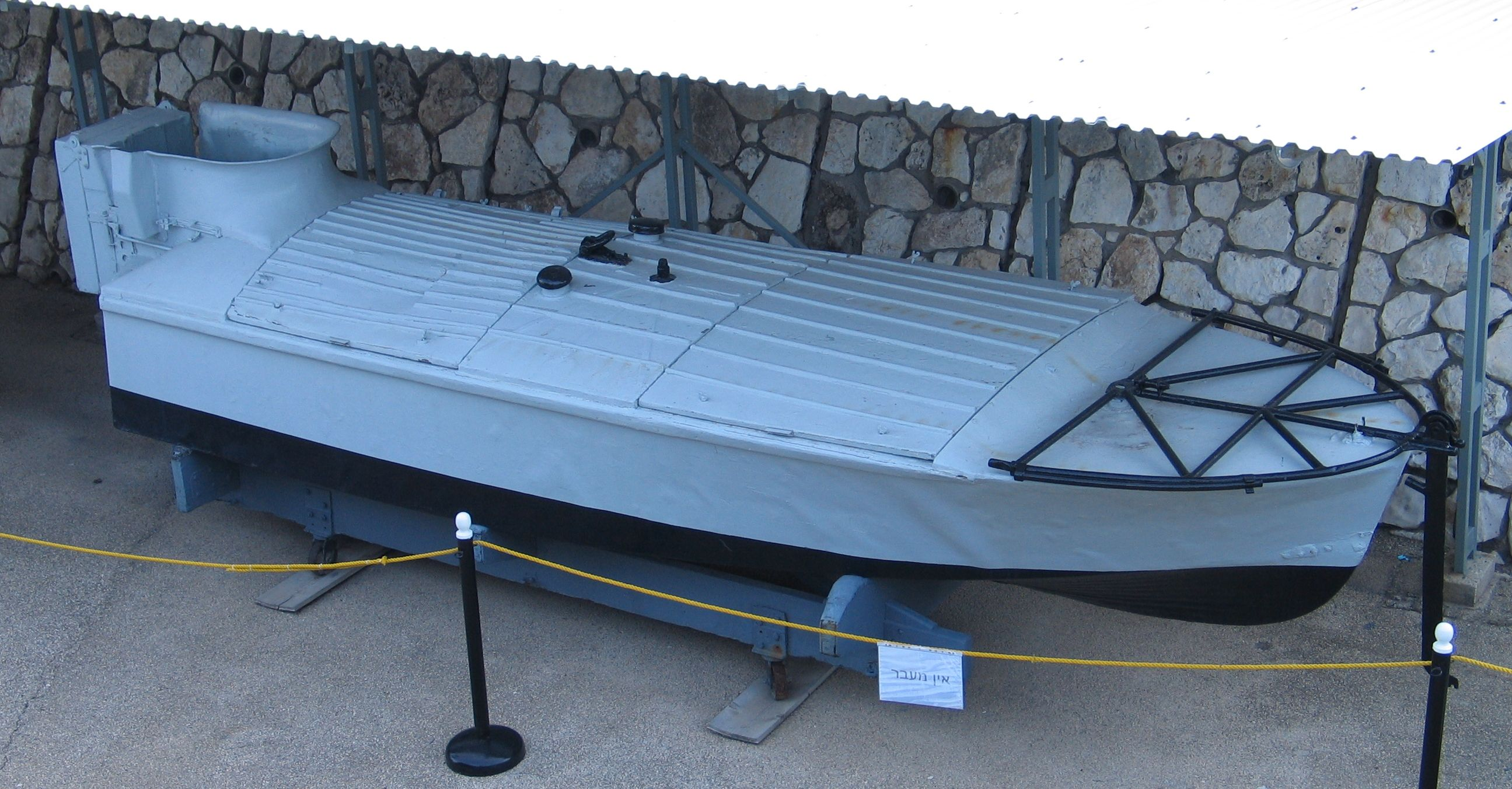
Italienisches Sprengboot des Typs M.T.M.

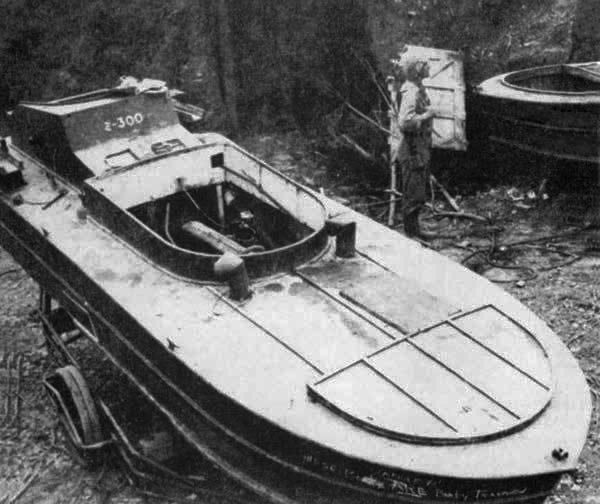
Japanisches Sprengboot des Typs Shin’yō

Ein Sprengboot oder auch Sprengschiff ist ein schnelles, leichtes Motorboot, das, mit Sprengstoff gefüllt, gegen ein auf dem Wasser oder am Ufer befindliches Ziel gesteuert werden kann, um dieses durch die eigene Explosion zu zerstören oder so zu beschädigen, dass es unbrauchbar wird.

## Geschichte

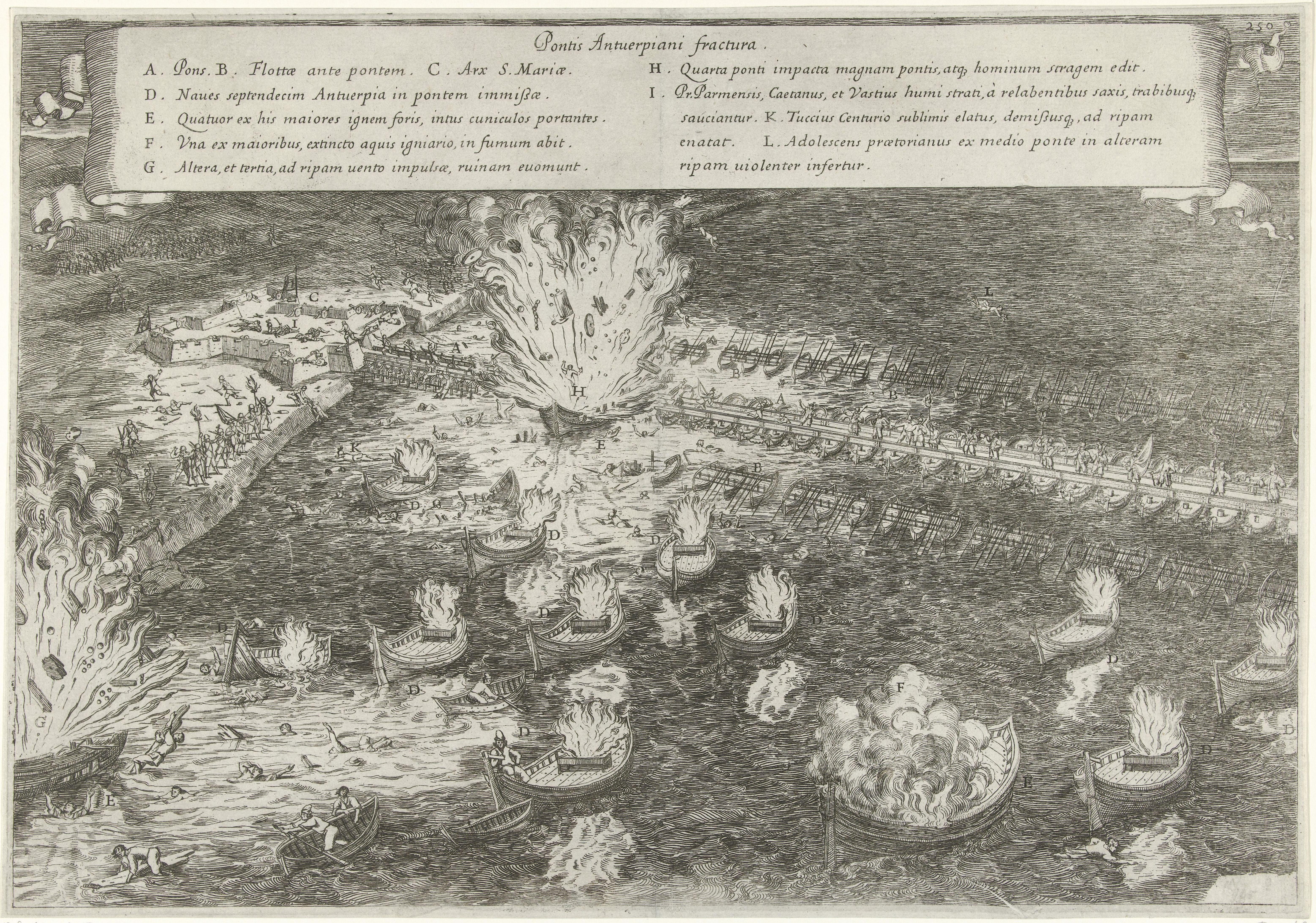
Ein Höllenbrander explodiert während der Belagerung von Antwerpen im Jahre 1585 an der Schiffblockadebrücke

Bereits in der Antike gab es Brandschiffe – sogenannte Brander. Dies waren Boote, die mit Brennmaterial beladen in Brand gesetzt wurden und auf gegnerische Schiffe gesteuert wurden. Eine Weiterentwicklung gab es im Spätmittelalter mit dem Höllenbrander bzw. der Höllenmaschine, die nicht nur brannten, sondern explodierten, da sie zusätzlich mit Schwarzpulverfässern beladen waren.
Sprengboote wurden vor allem in Deutschland, Italien, Japan und Russland gebaut. Die Vereinigten Staaten von Amerika sowie England besaßen keine derartigen Boote, obwohl es diesbezügliche Bestrebungen gab. Erstmals eingesetzt wurde dieses Marinekleinkampfmittel im Ersten Weltkrieg sowohl von Italienern als auch von Deutschen. Zwischen den Weltkriegen gab es keine größeren Weiterentwicklungen von Sprengbooten, da der Friedensvertrag von Versailles derartigen Schiffsbau beschränkte oder untersagte.
Während des Zweiten Weltkriegs erlebte der Einsatz der Sprengboote durch die Achsenmächte seinen Höhepunkt. Während auf deutscher Seite der eingesetzte Sprengboottyp Linse die Erwartungen nicht erfüllen konnte, waren Sprengboote aus Italien und Japan erfolgreicher. Vor allem die japanischen Sprengboote brachten der amerikanischen Pazifikflotte beträchtliche Verluste bei. Mit Ende des Zweiten Weltkriegs gerieten die Sprengboote weitestgehend in Vergessenheit. Einige wenige Exemplare wurden im Nachkriegsitalien als Ausbildungsschiffe für Kampftaucher genutzt und bis Ende der 1940er Jahre ausgemustert. Ihre Nachfolger wurden aufgrund der technischen Fortschritte die konventionellen Schnellboote und Motortorpedoboote. Derzeit sind keine Sprengboote im aktiven Dienst.
Im Russisch-Ukrainischen Krieg im Jahr 2022 griff die ukrainische Armee auf unbemannte Wasserfahrzeuge zurück, die sie mit Sprengstoff bestückte, und gegen russische Kriegsschiffe einsetzte. Die BBC berichtete, dass bei der Zerstörung der Krim-Brücke ebenfalls ein unbemanntes Sprengboot zum Einsatz gekommen sein könnte.

## Ausführungen

### Deutsche Sprengboote
- Fernlenkboot (1915)
- Linse (1944)
- Tornado (1945 – Prototyp)

### Italienische Sprengboote
- Revel (1916)
- Kletterboot (1917)
- M.A. (1936)
- M.A.T. (1936)
- M.T. (1939)
- M.T.M (1941)
- M.T.R. (1942)
- M.T.R.M. (1942)

### Japanische Sprengboote
- Shin’yō

### Ukrainische Sprengboote
- Cherson[3] (2022)

### Andere Sprengboote
Huthi-Rebellen greifen am Roten Meer Frachtschiffe unter anderem mit Sprengbooten an. Mitte Juli 2024 veröffentlichten sie ein Video, das vermutlich einen Angriff auf den unter liberianischer Flagge fahrenden Öltanker Chios Lion zeigt.